# Euopius nabirensis
Euopius nabirensis är en stekelart som beskrevs av Fischer 1971. Euopius nabirensis ingår i släktet Euopius och familjen bracksteklar. Inga underarter finns listade i Catalogue of Life.